# Georgina Oliva i Isern
Georgina Oliva Isern, coneguda esportivament com a Gigi Oliva, (Barcelona, Barcelonès, 18 de juliol del 1990) és una exjugadora d'hoquei sobre herba catalana.
Formada a l'Atlètic Terrassa HC, juga en la posició de migcampista. Amb el club terrassenc guanyà dos Campionats de Catalunya (2007 i 2009). Posteriorment, ha jugat al KHC Leuven, RC Polo, guanyant una Copa de la Reina (2015), Kampong SV i Júnior FC, amb el qual ha guanyat una Copa de la Reina (2021), tres Campionats de Catalunya (2020, 2021, 2022) i una Lliga espanyola (2022-23).
Internacional amb selecció espanyola d'hoquei herba en 266 ocasions, esdevenint així la jugadora del combinat estatal amb més internacionalitats juntament amb Rocío Ybarra fins al 5 d'agost de 2024, quan Bea Pérez va superar-la. Ha participat a tres Jocs Olímpics, Pequín 2008, Rio de Janeiro 2016 i Tokio 2020. També ha competit a diversos campionats del Món i d'Europa, aconseguint una medalla de bronze al Campionat del món de 2018 i al d'Europa de 2019.
Entre d'altres reconeixements, va ser escollida millor jugadora estrangera de la lliga neerlandesa i MVP del Campionat d'Europa d'hoquei herba de 2019. També va ser nominada com a Millor Jugadora del Món per la Federació Internacional d'Hoquei els anys 2018, 2019 i 2022.

## Palmarès
Clubs
- 1 Lliga espanyola d'hoquei sobre herba femenina: 2022-23

- 5 Campionats de Catalunya d'hoquei herba femenina: 2006-07, 2008-09, 2019-20, 2020-21, 2021-22
- 2 Copes espanyoles d'hoquei herba femenina: 2014-15, 2020-21

Selecció espanyola
- 1 medalla de bronze al Campionat del Món d'hoquei sobre herba femení: 2018
- 1 medalla de bronze al Campionat d'Europa d'hoquei sobre herba femení: 2019